# Tetraommatus taiwanus
Tetraommatus taiwanus är en skalbaggsart som beskrevs av Hayashi 1978. Tetraommatus taiwanus ingår i släktet Tetraommatus och familjen långhorningar.
Artens utbredningsområde är Taiwan. Inga underarter finns listade i Catalogue of Life.